# Швенден, Вилим Иванович фон
Вилим Иванович фон Швенден (по-русски писался также Шведен, Швейден; нем. Wilhelm von Schweden; погиб 3 (14) июля 1708 года при Головчине, Великое княжество Литовское) — генерал-майор русской армии (1704), участник Северной войны.

## Биография
В 1700—1702 годах был полковником регулярного полка и участвовал в битве при Нарве (1700) в составе дивизии генерала А. А. Вейде, затем действовал под Ригой в составе корпуса А. И. Репнина.
18 июля 1702 года назначен полковником в Лефортовский полк на место убитого под Гумоловой мызой полковника Ю. С. Лима, затем участвовал во взятии Дерпта и Нарвы (1704), произведен в генерал-майоры.
Погиб в битве при Головчине (1708).